# جنيد هارتلي
جنيد هارتلي (بالإنجليزية: Junaid Hartley)‏ هو لاعب كرة قدم جنوب أفريقي في مركز الوسط، ولد في 22 يونيو 1978 في كيب تاون في جنوب أفريقيا. شارك مع منتخب جنوب أفريقيا لكرة القدم. أما مع النوادي، فقد لعب مع أورلاندو بيراتس وأياكس كيب تاون وبيدفيست ويتس وفيتوريا سيتوبال وموروكا سوالوز ونادي جومو كوزموز ونادي لانس.

## وصلات خارجية
- جنيد هارتلي على موقع قاعدة بيانات كرة القدم.إي يو (الإنجليزية)
- جنيد هارتلي على موقع ناشيونال فوتبول تيمز (الإنجليزية)